# 신혜지 (배우)
신혜지(2004년 11월 16일 ~)은 대한민국의 배우이다.

## 드라마
- 2019년 KBS2 수목드라마 99억의 여자 - 정서연(조여정) 아역
- 2020년 SBS 금토드라마 날아라 개천용  - 전다영 역
- 2020년 JTBC 드라마 날씨가 좋으면 찾아가겠어요 - 해원 반 친구역
- 2021년 JTBC 드라마 너를 닮은 사람 - 이주영 역
- 2023년 TVING 방과 후 전쟁활동 - 최연주 역
- 2023년 SBS 금토드라마 낭만닥터 김사부 3 - 돌담병원에 실려 온 여고생 환자 역 (특별출연)
- 2023년 Wavve 드라마 거래 - 이미애 역